# Massacre de Plaine Savo
O massacre de Plaine Savo ocorreu em 2 de fevereiro de 2022 no território de Djugu, na província de Ituri, na República Democrática do Congo, quando mais de 60 civis foram mortos.

## Massacre
Nas primeiras horas de 2 de fevereiro de 2022, insurgentes da Cooperativa para o Desenvolvimento do Congo (CODECO) armados com machetes e “armas brancas” realizaram um massacre de mais de 60 moradores de Plaine Savo, um campo para deslocados internos na província de Ituri, no nordeste da República Democrática do Congo, onde vivem cerca de 4.000 pessoas.
Um morador local disse: «Ouvi gritos pela primeira vez quando ainda estava na cama. Em seguida, vários minutos de tiros. Fugi e vi tochas e pessoas gritando por socorro e entendi que eram os milicianos da CODECO que haviam invadido nosso local.»
Quatro pessoas, incluindo o chefe comunitário Bahema N'adhere, foram levadas ao hospital por causa dos ferimentos.
Dois dias após o massacre, ou seja, em 4 de fevereiro de 2022, mais de 50 caixões foram enterrados em uma vala comum cavada no próprio local do massacre. Alguns corpos foram recuperados por suas famílias para serem sepultados em suas aldeias de origem.